# 山德罗·里米努奇
山德罗·里米努奇（義大利語：Sandro Riminucci，1935年6月26日—），生于塔沃莱托，意大利前男子篮球运动员。他曾代表意大利获得1960年夏季奥运会男子篮球比赛第四名。他也在1955年地中海运动会上获得一枚银牌。